# Viciria
Viciria es un género de arañas saltarinas de la familia Salticidae. Según el catálogo mundial de arañas, solo se reconocen 27 especies, las demás que alguna vez pertenecieron a Viciria fueron transferidas a diversos géneros.

## Descripción
Ambos sexos alcanzan una longitud de unos 7 a 12 mm. Viciria es un género colorido similar a Telamonia. Sin embargo, el opistosoma muy largo y delgado de Viciria es casi cilíndrico y los patrones de color difieren. Viciria a menudo muestra una sola franja longitudinal ancha con un patrón de guiones negros en el opistosoma. Una raya mediana blanca está presente en el céfalo de la hembra.

## Especies
- Viciria albolimbata Simon, 1885
- Viciria arrogans G. W. Peckham y E. G. Peckham, 1907
- Viciria chabanaudi Fage, 1923
- Viciria chrysophaea Simon, 1903
- Viciria concolor G. W. Peckham y E. G. Peckham, 1907
- Viciria detrita Strand, 1922
- Viciria diademata Simon, 1902
- Viciria epileuca Simon, 1903
- Viciria equestris Simon, 1903
- Viciria equestris pallida Berland y Millot, 1941
- Viciria flavipes G. W. Peckham y E. G. Peckham, 1903
- Viciria flavolimbata Simon, 1909
- Viciria lucida G. W. Peckham y E. G. Peckham, 1907
- Viciria minima Reimoser, 1934
- Viciria miranda G. W. Peckham y E. G. Peckham, 1907
- Viciria moesta G. W. Peckham y E. G. Peckham, 1907
- Viciria monodi Berland y Millot, 1941
- Viciria pallens Thorell, 1877
- Viciria paludosa G. W. Peckham y E. G. Peckham, 1907
- Viciria pavesii Thorell, 1877
- Viciria petulans G. W. Peckham y E. G. Peckham, 1907
- Viciria polysticta Simon, 1902
- Viciria prenanti Berland y Millot
- Viciria rhinoceros Hasselt, 1894
- Viciria scintillans Simon, 1909
- Viciria semicoccinea Simon, 1902
- Viciria tergina Simon, 1903